# Richard Mentor Johnson
Richard Mentor Johnson (Beargrass, 17 de outubro de 1780 – Frankfort, 19 de novembro de 1850) foi o nono vice-presidente dos Estados Unidos, servindo durante a presidência de Martin Van Buren. Ele foi o único vice-presidente eleito pelo Senado dos Estados Unidos através da Décima Segunda Emenda. Johnson também representou o Kentucky na Câmara dos Representantes e no Senado, terminando sua carreira política na Câmara dos Representantes do Kentucky.

## Carreira
Johnson foi eleito para a Câmara dos Representantes em 1806. Ele aliou-se a Henry Clay como membro da facção que apoiava a guerra contra o Reino Unido em 1812. No início da Guerra Anglo-Americana, Johnson tornou-se coronel do exército. Ele e seu irmão James serviram sob o comando de William Henry Harrison no Canadá Superior, participando da Batalha do Tâmisa em 1813. Alguns relatos afirmam que ele matou pessoalmente Tecumseh, chefe shawnee, algo que ele posteriormente usou a seu favor.
Após a guerra, Johnson voltou para a Câmara dos Representantes. A legislação o nomeou para o Senado em 1819 para preencher o assento vago deixado por John J. Crittenden. Enquanto sua proeminência crescia, sua relação inter-racial com Julia Chinn, uma escrava quadroon, foi amplamente criticada. Isso prejudicou suas ambições políticas; diferentemente de outros líderes da classe alta que tinham amantes afro-americanas, Johnson abertamente tratava Chinn como sua esposa. Ele reconheceu as duas filhas que teve com ela, dando-lhes seu sobrenome, para grande consternação de alguns de seus constituintes. Acredita-se que a relação o fez perder o assento no Senado em 1829, porém voltaria a câmara no ano seguinte.
Em 1836, Johnson foi o candidato Democrata para vice-presidente junto com Martin Van Buren. Fazendo campanha com o slogan "Rumpsey Dumpsey, Rumpsey Dumpsey, Coronel Johnson matou Tecumseh", ele teve pouco menos do número necessário de votos do Colégio Eleitoral para ser eleito. A delegação da Virgínia foi contra a eleição e recusou-se a apoiar Johnson. Entretanto, ele chegou ao cargo através do Senado, que era dominado por Democratas.
Johnson mostrou-se um peso-morto para os Democratas a ponto do partido recusar-se nomeá-lo para a reeleição em 1840. Van Buren concorreu sem um running mate, perdendo para Harrison. Johnson tentou voltar para um cargo público mas foi derrotado. Ele finalmente foi eleito para a Câmara dos Representantes do Kentucky em 1850, morrendo em 19 de novembro de 1850, duas semanas após o início do mandato.